# Тейлор, Фред Манвилле
Фред М. Тейлор (англ. Fred Manville Taylor; 11 июля 1855, Нортвилл, штат Мичиган, США — 7 августа 1932, Пасадина, штат Калифорния, США) — американский экономист, эмерит профессор Мичиганского университета, президент Американской экономической ассоциации в 1928 году.

## Биография
Фред родился 11 июля 1855 в Нортвилле, штат Мичиган, США в семье методистского служителя Бартона Стаут Тейлора (1820—1898) и Мариетты Роуленд Тейлор (1827—1857). Старшая сестра Ада Тейлор Райт (1851—1930).
В 1876 году Тейлор получил степень бакалавра, а в 1879 году степень магистра в Северо-Западном университете, учился в Университете Джонса Хопкинса, получил степень доктора по философии в 1888 году в Мичиганском университете. В 1926 году получил почётную степень доктора права в Северо-Западном университете.
В 1879—1892 годах преподавал историю в Альбион-Колледже, затем в 1892—1929 годах преподавал экономику в Мичиганском университете в качестве ассистента профессора политэкономии и финансов в 1892—1894 годах, ассоциированного профессора в 1894—1904 годах, а с 1904 года на ставке полного профессора. В 1929 году вышел в отставку став эмерит-профессором Мичиганского университета.
Тейлор умер 7 августа 1932 года в Южной Пасадине, штат Калифорния, и был похоронен на кладбище Форест Хилл в Анн-Арборе, штат Мичиган.
Семья
15 июля 1880 года Тейлор женился на Мэри Сэнфорд Браун Тейлор (1857—1933) из Анн-Арбора, штат Мичиган. У них родилась дочь Эдит Энн Тейлор Адамс (1887—1925) и сын Эдвард Кларк Тейлор (1887—1951).

## Память
В память Фреда Тейлора Мичиганский университет учредил ежегодную стипендию на трехлетние обучение по экономической теории.